# Batalla de Nsanakong
La batalla de Nsanakong (o Nsanakang) va tenir lloc entre la força de defensa britànica i els atacants alemanys durant la campanya de Kamerun de la Primera Guerra Mundial.
La ciutat de Nsanakong (Kamerun) havia estat ocupada pels britànics el 30 d'agost de 1914. El 6 de setembre, les forces alemanyes van atacar, obligant a la força britànica a retirar-se fins a la frontera de Nigèria.

## Antecedents
Les forces britàniques de la Colònia de Nigèria havien intentat entrar al Kamerun alemany des de diversos punts al llarg de la frontera nord de la colònia. Els intents de fer això en la primera batalla de Garoua i en el setge de Mora havien fracassat.
Més al sud, una columna britànica que va sortir d'Ikom va creuar el riu Cross i el 30 d'agost va ocupar l'estació de Nsanakong, a 5 km de la frontera amb Nigèria.

## Batalla
Una setmana després de l'ocupació britànica de Nsanakong, a les 2.00 am del 6 de setembre de 1914, les forces alemanyes van envoltar el poble.
Els alemanys, armats amb metralladores, van atacar. Els defensors britànics van repel·lir amb èxit aquest atac inicial, però en el combat van esgotar les seves municions. Un altre atac alemany va arribar a les 5.00 am, aquest cop des d'un terreny més alt. Els britànics no va poder repel·lir aquest atac per la seva falta de municions i va tractar de sortir per realitzar una càrrega amb baioneta.
El resultat va ser desastrós per als britànics, que van perdre prop de 100 homes (l'equivalent a aproximadament a la meitat de la seva força durant la batalla), entre ells 8 dels seus 11 oficials britànics. Els alemanys van perdre 40 morts, entre ells l'oficial al comandament, el capità Rausch Emil.
Després patir fortes baixes, les unitats britàniques restants es van retirar cap a Nigèria.

## Conseqüències
Els pocs soldats britànics que van poder escapar es van enfrontar amb les dures condicions durant la seva retirada cap a Nigèria. Les unitats alemanyes els van perseguir més enllà de la frontera i van ocupar l'estació britànica d'Okuri, que després van abandonar.
Aquest intent d'invasió, juntament amb els fracassos d'altres columnes aliades al llarg de la frontera nord-occidental de Kamerun amb Nigèria, va obligar els britànics a ficar-se a la defensiva.
Les forces alemanyes van guanyar confiança com a resultat d'aquesta victòria i les patrulles van començar a realitzar incursions a la Colònia britànica de Nigèria a l'oest fins a Yola.